# 京师仓遗址
京师仓遗址位于中国陕西省华阴市城东10公里的卫峪乡段家城和王家城北面的瓦渣梁上，是西汉糧倉遗址，在2001年被中国政府列为第五批全国重点文物保护单位。
京师仓亦称“华仓”“西汉粮仓”，是西汉时期建造的一座大型储粮仓库，位于黄河与渭河交汇处附近，主要储存从关东运往长安的粮食。仓址所在地属于渭河南岸二级阶地，高出河滩50余米。